# На берегу мечты
«На берегу мечты» — российский драматический фильм Баира Уладаева. Выход в широкий прокат состоялся 28 февраля 2019 года

## Сюжет
Действие фильма происходит в 2000-м году. В центре сюжета парень, возвращающийся домой из Чечни, и мечтающая девочка, которой хочет помочь главный герой…

## В ролях
| Актёр             | Роль                                           |
| ----------------- | ---------------------------------------------- |
| Баир Уладаев      | Володя                                         |
| Анфиса Манхаева   | Настя                                          |
| Дарья Трифонова   | Настя, взрослая                                |
| Алексей Суворов   | Лёха, однополчанин Володи, сельский участковый |
| Вера Урбаева      | Тётя Баярма                                    |
| Григорий Борголов | парень возле магазина                          |
| Баир Ханхаров     | парень возле магазина                          |
| Роман Дархаев     | парень возле магазина                          |
| Дарима Урбаева    | сотрудница ПДН                                 |
| Сергей Манхаев    | Боря                                           |